# ليو فالنتين
ليو فالنتين (بالفرنسية: Léo Valentin)‏ هو طيار فرنسي، ولد في 22 مارس 1919 في إبنال في فرنسا، وتوفي في 20 مايو 1956 في ليفربول في المملكة المتحدة.